# Бубнова Варвара Дмитрівна
Варвара Дмитрівна Бубнова (нар. 15 травня 1886, Санкт-Петербург — 28 березня 1983, Санкт-Петербург) — російська художниця, педагог, мистецтвознавець.

## Біографія
Народилася Варвара Бубнова 17 травня 1886 року в Санкт-Петербурзі. Можна сказати, що вже за фактом народження вона не була звичайнісінькою дівчинкою, так як її мати, Ганна Миколаївна, походила з відомого дворянського роду Вульфів, колись дружньому близького О. С. Пушкіну. Ганна Миколаївна, велика шанувальниця мистецтв, мала сильний характер і була людиною обдарованою, яка зуміла створити в будинку атмосферу, наповнену музикою, поезією, живописом.
У Варвари було дві сестри — старша Марія і молодша Ганна. Діти росли в маєтку Бернове Тверської губернії, де колись бував великий поет, автор «Мідного вершника» і «Євгенія Онєгіна».
З великою часткою ймовірності можна припустити, що як вплив батьків, так навколишнє оточення сприяли тому, що в дітях рано розвинулися закладені від народження здібності — Марія стала піаністкою, Ганна — скрипалем, а Варвара віддала перевагу образотворчому мистецтву. Спочатку вона навчалася в Художній школі Товариства заохочення мистецтв, а в 1914 році успішно закінчила Петербурзьку академію мистецтв.
Під час навчання в Академії мистецтв Варвара Дмитрівна вийшла заміж за Вольдемара Матвейса (13.10.1877 — 16.05.1914), художника і теоретика мистецтва. Він чинив на дружину певний вплив і допомагав формуванню її неординарної особистості і розвитку різних талантів.

## Творчість
З ранніх років Варвара, як губка, вбирала все нове і незвичайне. Тому не дивно, що допитлива панянка досить рано захопилася модним в ту пору авангардним мистецтвом. Вона влилася до лав товариства художників «Союз молоді» та перевела з французького знаменитий «Маніфест футуризму».
На виставках живопису початку 20 століття, де виставлялися члени різних груп і об'єднань (в тому числі «Бубновий валет» (1910 р.) і «Віслючий хвіст» (1912 р.)), ім'я Варвари Бубнової сусідувало з такими гучними прізвищами, як Д. Бурлюк, В. Маяковський, К. Малевич, Н. Гончарова, М. Ларіонов, П. Філонов, В. Татлін і ін.
Але новаторськими і радикальними напрямками інтереси Варвари Бубнової не обмежувалися.
У 1913 вона разом з чоловіком зробила вояж по етнографічним музеям Західної Європи, а в 1915 році закінчила Петербурзький археологічний інститут. У сфері її уваги опинилися давньоруська культура, мистецтво північних народів, пам'ятки давніх цивілізацій (в тому числі Африки), російський іконопис і багато іншого.
Після раптової смерті чоловіка в 1914 році Варвара Дмитрівна підготувала до видання його книгу «Мистецтво негрів», а також співпрацювала з друкованими виданнями, близько п'яти років пропрацювала науковим співробітником в Державному історичному музеї в Москві і одночасно — в Інституті художньої культури. А ще виставляла свої картини і ліногравюри.

## Країна, де сходить сонце
У 1922 році життя Варвари Дмитрівни зробила несподіваний зигзаг. Разом з матір'ю вона відбула до Японії, щоб відвідати сестру Анну Бубнову-Оно, яка вийшла заміж за японця і влаштувалася з новою сім'єю в далекій країні.
Їхала молода жінка з ентузіазмом — вона хотіла не тільки побачити сестру, але й ознайомитися з древньою і такою незвичайною культурою «країни Сонця що сходить». Але їй і в голову не приходило, що подорож, яка мала тривати не більше двох років, розтягнеться майже на чотири десятиліття.
Але спочатку все складалося чудово. Прибули в Японію мати і дочка Бубнови на початку літа. І діяльна Варвара Дмитрівна тут же знайшла, чим зайнятися. По-перше, вона малювала. І вже у вересні їй було що показати на виставці авангардистів, що проходила в Токіо. По-друге, вона поступила в художньо-прикладне училище і стала вивчати традиційне японське мистецтво — друковану гравюру.
Чим би Варвара Бубнова не займалася, все вона робила ґрунтовно й майстерно. Напевно, саме про таких людей кажуть, що те, до чого вони торкаються, перетворюється в золото. Так вийшло і з гравюрами. Незвичайно швидко освоївши ази, а потім випробувавши різні техніки друку, кольору і фарби, молода жінка зосередилася на літографії (як різновиду друкованої графіки) і вибрала оптимальний на її погляд чорно-біле зображення.
При цьому вона знайшла власні прийоми роботи і виробила оригінальний стиль письма, за що і була пізніше визнана кращим літографом Японії. Фахівці вважали, що її роботи відрізняють високий професіоналізм, авторська техніка і «нежіноча» манера виконання, а також свіжість сприйняття, поетичність і енергійність зображення.
Ще одним творчим захопленням художниці став японський живопис тушшю (суйбоку-га). Варвара Бубнова відзначала, що в цьому напрямку мистецтва надзвичайно гармонійно поєднуються висока духовність і мудра простота, велика порожнеча фону, яка створює легкість неба і мрячну даль, і чорні плями зображених речей.
Перша персональна виставка художніх робіт Варвари-сан пройшла в Японії в 1932 році. І у її творчості відразу з'явилося безліч шанувальників і послідовників. Японцям було цікаво, як іноземка бачить і зображує їх країну. При цьому вони визнавали мистецтво Варвари Бубнової самобутнім та справжнім, а не спробою підробитися під чужу для неї екзотику. Завдяки цьому її з розпростертими обіймами прийняли в різні художні об'єднання (Японську асоціацію гравюри, Інститут японської гравюри, Товариство вітчизняного живопису та ін.) і навіть включали до складу виставкових журі.
Але і цього невтомної Варварі Дмитрівні здавалося мало. Вона вважала своїм обов'язком познайомити японців з російською культурою, тому писала статті про російське мистецтво для енциклопедій і довідників, займалася перекладацькою діяльністю, викладала російську мову і літературу в різних навчальних закладах і виростила кілька поколінь русистів. Саме учні Бубнової надалі перекладали кращі зразки російської і радянської літератури на японську мову, і, що характерно, їх переклади визнані кращими. Так що не дивно, що Варвару Дмитрівну до сих пір звуть в Японії учителем (сен-сеєм).
Завдяки Бубнової в Японії вийшли книги О. С. Пушкіна, Ф. М. Достоєвського, М. В. Гоголя, Л. М. Толстого, а до багатьох з них вона власноруч зробила ілюстрації.
Але не варто думати, що життя Варвари Дмитрівни складалося легко і просто. Разом з японським народом вона пережила сумно знаменитий землетрус 1923 року, тяготи Другої світової війни, американські бомбардування і багато іншого. Були не раз зруйновані її будинок і майстерня, загинули майже всі роботи, зроблені за довгі роки творчості…
Чоловік Варвари Дмитрівни Володимир Головщіков (1897—1947), з яким вона зв'язала свою долю в Японії в 1927 році, був визнаний ворогом радянської влади. В 1936 р. після «Путчу молодих офіцерів», японська влада на деякий час додала їх до списку «небажаних іноземців».
Пізніше необґрунтовані підозри були відкинуті, а за внесок у розвиток міжнародних культурних зв'язків і за заслуги в галузі вивчення в Японії російської мови і літератури Варвару Бубнову нагородили японським орденом Дорогоцінної Корони четвертого ступеня.
В кінці 2-ї світової війни Уряд Японії переселив сім'ю Бубнової з Токіо в гірське селище Каруїдзава. Швидше за все, це врятувало їй життя — будинок в Токіо і все їхнє майно, включаючи бібліотеку і літографії, загинули в результаті бомбардування.

## Повернення на батьківщину
У Радянський Союз вона повернулася в 1958 році у віці 72 років. Оселилася в Сухумі у сестри Марії та тут же почала знайомити співгромадян з величезним культурним багажем, який привезла з Країни сонця, що сходить. Варвара Дмитрівна вважала, що просто зобов'язана ділитися «скарбами і віддавати знання».
Авторству В.Д Бубнової належить безліч творів — пейзажі, побутові замальовки, портрети, натюрморти, які вона виконувала аквареллю, гуашшю, темперою, пастеллю, маслом, олівцем. Варвара Дмитрівна писала про себе: «Навіть в старості живопис і літературна праця дають радість. Коли любиш свою роботу і любиш людей, жити цікаво, звідси народжується оптимізм».
За її життя було влаштовано 20 персональних виставок (в тому числі шість у Японії — дві в 1932, в 1938, 1948, 1954, 1958).
Творчість Бубнової знають і цінують не тільки в Росії і Японії, але і в США, Франції та інших країнах. Її літографії дуже вплинули на розвиток японської гравюри в 20-му столітті, але при цьому не можна не відзначити очевидний вплив японської культури і мистецтва на творчість російської художниці. Японськими в її роботах стали не тільки пейзажі і люди, але розуміння і тлумачення простору, будова композиції, сприйняття кольору.
Померла Варвара Дмитрівна Бубнова 28 березня 1983 року в Ленінграді (нині Санкт-Петербург), трохи не доживши до 97 років. Але, згідно з її заповітом, була похована в Сухумі на Михайлівському кладовищі.